# Brasão de armas da Colónia do Cabo

A Colónia do Cabo formou governo em 1872, e, com esse acontecimento, surgiu o sentimento de que a Colónia deveria ter o seu próprio brasão de armas. A colocação da pedra inaugural das instalações do novo parlamento colonial em Maio de 1875, foi considerada uma boa oportunidade para apresentar o emblema e a bandeira da Colónia.
Um advogado da Cidade do Cabo interessado em heráldica, Charles Aken Fairbridge (1824-1893), concordou com a tarefa de desenhar as armas para a Colónia.
O simbolismo das armas é óbvio: o leão é um animal Sul-Africano, que também aparece nas armas de duas potências coloniais que já tinham governado o Cabo; a Holanda e a Grã-Bretanha. Os anéis saíram das armas do fundador da colónia - Jan van Riebeeck. A flor-de-lis representa a contribuição dos Huguenotes nos primórdios da história do país. O timbre é a Senhora da Boa Esperança, segurando uma âncora, numa referência às características do Cabo como porto seguro. Os suportes são dois animais nativos da África do Sul, um gnu na dextra, e um órix à sinistra. O lema, "Spes Bona", significa "Boa Esperança".
A construção do parlamento colonial iniciou-se a 12 de Maio de 1875, e, de acordo com o Cape Argus (um jornal da região), "entre as novidades do acontecimento via-se a nova bandeira colonial, hasteada bem alto sobre a pedra inaugural, com o escudo heráldico carregado na Union Jack, e o Estandarte Real no mais alto mastro ao centro".